# 국제 박물관의 날
국제 박물관의 날(영어: International Museum Day)은 국제 박물관 회의 (ICOM)가 1977년에 제정 한 기념일로, 매년 5월 18일이다. 여기서 말하는 박물관은 박물관 외에도 미술관 · 과학관 · 동물원 · 식물원 · 수족관 등을 포함한 것이다. 세계 공통의 테마가 정해져 각국에서 다양한 행사가 진행된다.